# زيزة مسيكة
زيزة مسيكة اسمها الحقيقي سكينة زيزة ممرضة ومناضلة جزائرية ومن الشخصيات المشهورة خلال ثورة التحرير الجزائرية.

## حياتها

### طفولتها وتعليمها
ولدت سكينة في 28 يناير 1934 بمروانة بولاية باتنة، تابعت دراساتها الابتدائية في بلدتها الأصلية باتنة ثم تنقلت إلى سطيف لمزاولة التعليم المتوسط لتعود مرة أخرى إلى باتنة لمواصلة دراستها الثانوية، حصلت على شهادة البكالوريا في 1953. غادرت سكينة الجزائر وتوجهت إلى جامعة مونبلييه بفرنسا لمتابعة الدراسات العليا رفقة أخيها وإلى غاية 1955. عادت سكينة إلى بلادها بعد هذه المدة وبالتحديد إلى مدينة باتنة، وقبل وقت قصير من الإضراب الطلابي في عام 1956 غادرت باتنة إلى سطيف مع زميلتيها مريم بوعتورة وليلى بوشاوي.

### نضالها
انضمت إلى صفوف المجاهدين كممرضة برتبة عريف في منطقة القل. بواد عطية في دوار أولاد جمعة تحت أوامر عمار بعزيز في المنطقة الثالثة. كما عملت وبنشاط مع عزوز حمروش وعبد القادر بوشريط الذان كانا مسؤولين عن الصحة بالمنطقة الأولى والمنطقة الثانية، تحت أوامر لمين خان من 1956 لى 1958 والدكتور محمد تومي بين 1958 و 1962 على التوالي.
عرفت سكينة بأعمالها البطولية خلال ثورة التحرير الجزائرية. توفيت في ساحة المعركة في 29 أغسطس 1959 حين قام الجيش الفرنسي بقصف إحدى منازل الإسعاف والتمريض في الجبال المحاذية لمدينة سكيكدة، وأمام هذا الهجوم الضاري، قام مجموعة من المقاومين بعمليّة استشهاديّة لدحره، وكانت زيزة مسيكة من بين هؤلاء الاستشهاديّين، وخيّرت أن تقدّم روحها في سبيل تحرّر الجزائر وهي لمْ تتجاوز سنتها الخامسة والعشرين بعد.

## معرض صور

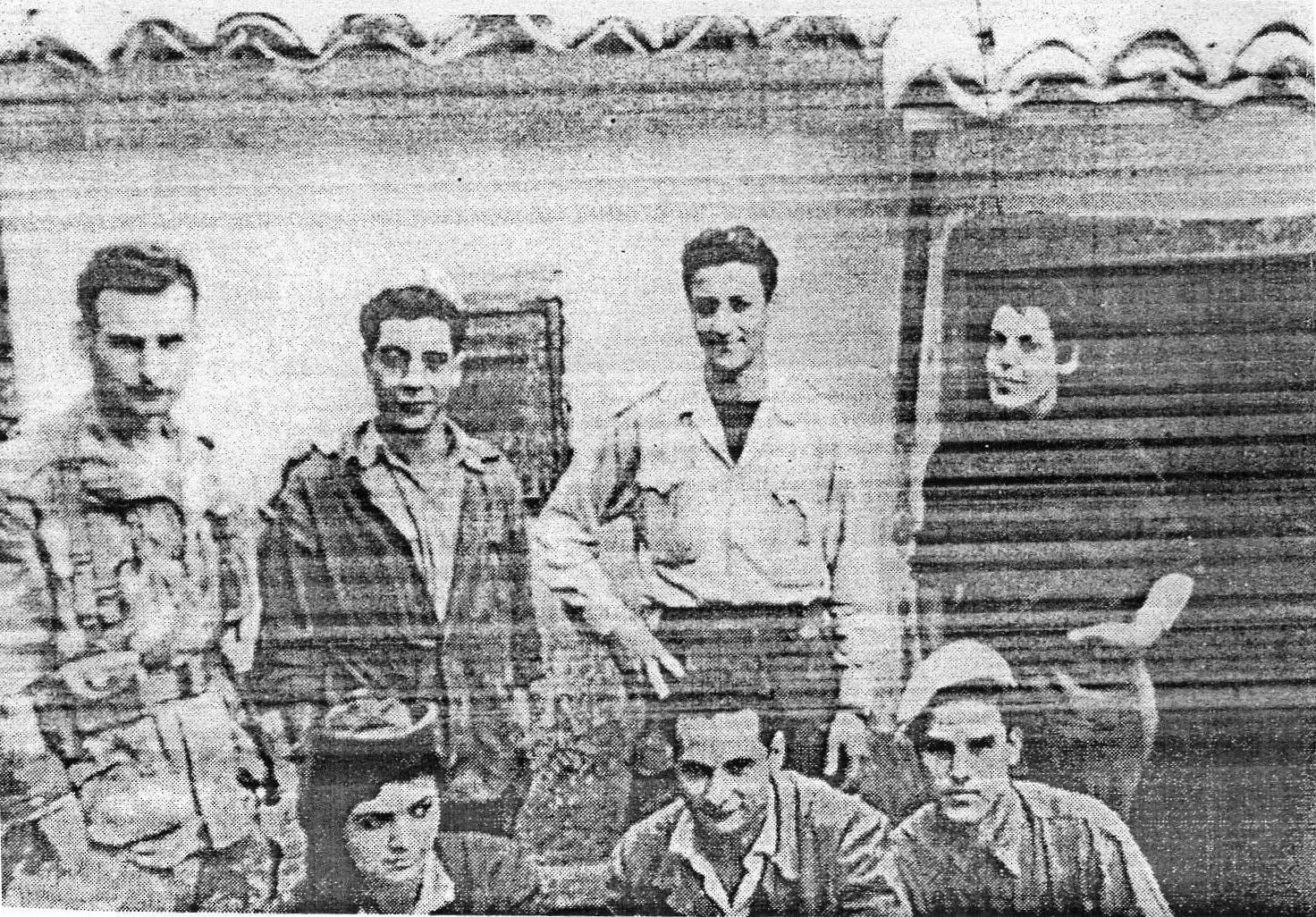
صورة لبعض المجاهدين للناحية الثانية
صورة نادرة لزيزة مسيكة في الجبال أثناء ثورة التحرير